# Paropioxys viridifasciatus
Paropioxys viridifasciatus är en insektsart som beskrevs av Melichar 1904. Paropioxys viridifasciatus ingår i släktet Paropioxys och familjen Eurybrachidae. Inga underarter finns listade i Catalogue of Life.